# Jorge Ledesma
Jorge Ledesma ( Piñeyro, provincia de Buenos Aires, Argentina, 3 de febrero de 1924 ) cuyo nombre real es Justo José Deluchi, es un cantor dedicado al género del tango. Su período profesional más destacado lo cumplió integrando la orquesta de Alberto Mancione.

## Actividad profesional
Su primer trabajo fue en la imprenta de un hermano un poco mayor mientras paralelamente mostraba sus dotes vocales cantando en reuniones con familiares y amigos. En el Carnaval de 1941 integró una murga que se presentaba en los bailes organizados por el Club Juventud Unida Independiente, de Lanús y una noche en que faltó el vocalista de la orquesta típica que actuaba en el lugar, sus amigos convencieron a su director llamado Raúl Rodríguez, que lo escuchara. La prueba con el tango Como dos extraños fue tan exitosa que Rodríguez lo incorporó al conjunto con el nombre artístico de Alberto Deluchi y al año siguiente se unió a la Típica-Característica Castro-Paulino, con la que se presentó en los clubes Orientación Juvenil y El Porvenir. En 1943 se incorporó a la orquesta de Alfredo Celestino, un humilde conjunto con el que cantó en los bailes de carnaval del Club Unión de Wilde y en El Palacio del Baile, ubicado dentro del parque de diversiones llamado Parque Japonés..Con los mismos músicos se presentó en un concurso organizado por Radio Mitre y grabó un disco no comercial con los temas A la luz del candil y el vals Ribereña.
A continuación, Ledesma formó su propio cuarteto para que lo acompañase en audiciones por Radio del Pueblo. Un año después, ingresó al conjunto del bandoneonista  Juan Carlos Caviello con el que actuó por Radio Argentina  y en locales como el Café El Nacional,  la llamada “Catedral del Tango”. En 1949 el director de orquesta Alberto Mancione le tomó una prueba en Radio Splendid cuando buscaba al reemplazante de su cantor Alberto Carol; Deluchi, que venía de actuar en orquestas modestas, cantó Margot y fue contratado para actuar junto a Héctor Alvarado pero le buscaron un nombre artístico y eligieron Jorge Ledesma. Debutó en el cabaré Cote D’Azur, de 25 de mayo 536 y cantó en Radio Splendid.
Cuando Alvarado se desvinculó, lo sustituyó Francisco Fiorentino, ya en declinación artística.
A comienzos de la década de 1950 Mancione comenzó a trabajar como artista exclusivo de Radio El Mundo y continuó durante 16 años. Ese año la orquesta estaba integrada por los bandoneonistas Ángel Domínguez, Roberto Vallejos, Antonio Longarella y Julio Menor, además de Mancione; los violinistas Francisco Mancini, David Aszenmil, Bautista Huerta y Manuel La Plaza, el pianista Francisco Orrego, el contrabajista Ítalo Bessa, el chelista Ángel Molo  y  los cantores Héctor Alvarado, Jorge Ledesma y Francisco Fiorentino. Actuaban en horarios centrales en los programas Estrellas a Mediodía, el Glostora Tango Club —reemplazando a Alfredo De Angelis en vacaciones— y en los bailables de los fines de semana. Se presentaron en el local bailable Montecarlo, de Corrientes y Libertad y grabaron 18 títulos para RCA Victor con Jorge Ledesma.
A finales de 1955 se alejó de Mancione y se incorporó a la orquesta de Alfredo Calabró, para cantar junto al excelente y melodioso cantor José Torres, trabajando en distintos clubes y salas y en Radio Libertad. Al año siguiente tuvo una corta relación con la orquesta de Lucio Demare con la que cantó en el salón del Hotel Crillón, ubicado en la avenida Santa Fe y Esmeralda y también con la orquesta de Héctor D'Espósito donde trabajó con la cancionista Mabel Gamizo e integraron el elenco de Radio Belgrano. Tras un paso posterior por el conjunto de Ciriaco Ortiz, con el que actúa en  salones de baile del sur de Buenos Aires, desde Quilmes hasta La Plata, comienza su actividad como solista, a veces acompañado por conjuntos propios, realizando presentaciones de gran diversidad. En 1996 hizo una gira de corta duración por el sur del país con Osvaldo Ribó, su hermano guitarrista Octavio Osuna y el bandoneonista Antonio Nevoso]].
Ledesma, pese a ser un cantor con apreciable expresión interpretativa y  poseer  una de las voces más agradables de la música popular de su época, no llegó a actuar en orquestas de renombre. No dejó muchos registros y entre los temas que compuso se recuerda especialmente a Y después y Siempre es primavera.